# Girișu Negru, Bihor
Girișu Negru este un sat în comuna Tinca din județul Bihor, Crișana, România.

## Așezare
Girișu Negru se află situat la o distanță de 28 km față de orașul Salonta (NV), 47 km de municipiul Oradea (N) și este străbătut de drumul județean 709A, care leagă localitatea Belfir de Tăut.

## Personalități
- Elisabeta Pavel (1921 - 1972), interpretă de muzică populară.